# هنري كول (كاتب)
هنري كول هو كاتب للأطفال وكاتب كندي، ولد في 1955.